# Federazione calcistica del Suriname
La Federazione calcistica del Suriname, ufficialmente Surinaamse Voetbal Bond (SVB), fondata nel 1920, è il massimo organo amministrativo del calcio in Suriname. Affiliata alla FIFA dal 1929 e alla CONCACAF dal 1961, essa è responsabile della gestione del campionato di calcio e della nazionale di calcio dello stato sudamericano.